# Wagner Moura
Wagner Maniçoba de Moura (Salvador, Bahía; 27 de junio de 1976) es un actor y cineasta brasileño conocido por sus papeles de Roberto Nascimento en Tropa de élite y Tropa de élite 2, y de Pablo Escobar en la serie Narcos realizada por Netflix.

## Biografía
Moura se graduó en periodismo en la Universidad Federal de Bahía pero decidió convertirse en actor.
En 2007, Moura interpretó al Capitán Nascimento en la aclamada Tropa de élite ("Elite Squad"), dirigida por José Padilha. La película brasileña fue un éxito a nivel internacional, y la interpretación de Moura le llevó a recibir un Golden Bear en el festival de cine de Berlín. La secuela, Tropa de élite 2 ("Elite Squad – The Enemy Within") de 2010 también recibió buenas críticas y fue todo un éxito en taquilla en Brasil.
Después de recibir varias ofertas, su primera cinta en suelo estadounidense fue Elysium (2013), junto a Matt Damon y Jodie Foster.
En 2015 llega el reconocimiento, al ser el protagonista principal de la serie de Netflix Narcos, donde interpreta al narcotraficante Pablo Escobar en las dos primeras temporadas. Su aclamada actuación le supone la nominación al Globo de Oro en 2016.
Además de su carrera como actor, Moura forma parte de una agrupación musical llamada Sua Mãe ("Tu madre" en español).

## Filmografía

### Televisión
| Año       | Título                  | Papel                             | Notas                       |
| --------- | ----------------------- | --------------------------------- | --------------------------- |
| 2003–2004 | Sexo Frágil             | Edu / Magali                      | 20 episodios                |
| 2003      | Carga Pesada            | Pedrinho                          | Episodio: "Carga Perecível" |
| 2004      | Programa Novo           | Magali                            | 1 episodio                  |
| 2005      | A Lua Me Disse          | Gustavo Bogari                    | Telenovela                  |
| 2006      | JK                      | Juscelino Kubitschek (edad 18–43) |                             |
| 2007      | Paraíso Tropical        | Olavo Novaes                      | Telenovela                  |
| 2013      | A Menina Sem Qualidades | El padre de Álex                  | Miniseries                  |
| 2015–2016 | Narcos                  | Pablo Escobar                     | 20 episodios                |
| 2018      | Narcos: Mexico          | Pablo Escobar                     | Cameo; 1 episodio           |
| 2024      | Mr. & Mrs. Smith        | segundo otro John                 | 2 espióda                   |

### Cine
| Año  | Título                             | Papel                                 | Notas                      |
| ---- | ---------------------------------- | ------------------------------------- | -------------------------- |
| 1998 | Pop Killer                         |                                       | Cortometraje               |
| 1999 | Rádio Gogó                         | Replay                                | Cortometraje               |
| 2000 | Woman on Top                       | Rafi                                  |                            |
| 2001 | Behind the Sun                     | Matheus                               |                            |
| 2002 | The Three Marias                   | Jesuíno Cruz                          |                            |
| 2003 | God Is Brazilian                   | Taoca                                 |                            |
| 2003 | The Man of the Year                | Suel                                  |                            |
| 2003 | Carandiru                          | Zico                                  |                            |
| 2003 | The Middle of the World            | Romão                                 |                            |
| 2004 | Nina                               | Blind Man                             |                            |
| 2005 | Lower City                         | Naldinho                              |                            |
| 2005 | A Máquina                          | TV Host                               |                            |
| 2007 | Ó Paí, Ó                           | Boca                                  |                            |
| 2007 | Saneamento Básico                  | Joaquim                               |                            |
| 2007 | Elite Squad                        | Captain Roberto Nascimento            |                            |
| 2008 | Romance                            | Pedro                                 |                            |
| 2008 | Blackout                           | Marcelo                               |                            |
| 2009 | They Killed Sister Dorothy         | Narrador (versión en portugués)       |                            |
| 2010 | Elite Squad: The Enemy Within      | Lieutenant Colonel Roberto Nascimento |                            |
| 2010 | VIPs                               | Marcelo da Rocha                      |                            |
| 2011 | O Homem do Futuro                  | João (Zero)                           |                            |
| 2013 | Father's Chair                     | Theo                                  |                            |
| 2013 | Elysium                            | Spider                                |                            |
| 2013 | Serra Pelada                       | Lindo Rico                            |                            |
| 2013 | Praia do Futuro                    | Donato                                |                            |
| 2014 | Rio, I Love You                    | Gui                                   | Segmento "Inútil Paisagem" |
| 2014 | Trash                              | José Angelo                           |                            |
| 2017 | Vidas Cinzas                       | Él mismo                              | Cortometraje               |
| 2019 | Marighella                         |                                       | Director                   |
| 2019 | La Red Avispa                      | Juan Pablo Roque                      |                            |
| 2020 | Sergio                             | Sergio Vieira de Mello                | También productor          |
| 2022 | The Gray Man                       | Laszlo Sosa                           |                            |
| 2022 | El gato con botas: El último deseo | Lobo/La Muerte                        | Voz original               |
| 2024 | Civil War                          | Joel                                  |                            |
| 2025 | The Secret Agent                   | Marcelo                               |                            |

### Teatro
| Año  | Título                     | Papel   | Notas |
| ---- | -------------------------- | ------- | ----- |
| 1996 | Cuida bem de mim           |         |       |
| 1996 | A Casa de Eros             |         |       |
| 1999 | Abismos de Rosas           |         |       |
| 2000 | A Máquina                  | Antônio |       |
| 2002 | Os Solitários              |         |       |
| 2005 | Dilúvio em Tempos de Secas |         |       |
| 2005 | O Que diz Molero?          |         |       |
| 2008 | Hamlet                     | Hamlet  |       |